# Кустурица, Нина
Нина Кустурица (нем. Nina Kusturica; род. 1975) — австрийский кинорежиссёр, сценарист и продюсер югославского происхождения, работает в документальном и художественном кино.

## Биография
Родилась в 1975 году в югославском городе Мостар в семье дирижёра Абида Кустурицы и его жены — театральной актрисы Ратки Крстулович-Кустурицы; является племянницей киноактрисы Здравки Крстулович.
Выросла в столице Боснии и Герцеговины — городе Сараево. Училась в Венском университете музыки и исполнительского искусства, где в его институте — Венской киноакадемии изучала режиссуру под руководством Петера Патцака.
Принимала участие во многих национальных и международных кинофестивалях: Берлинский международный форум молодёжного кино, Международный кинофестиваль в Мар-дель-Плата, Роттердамский международный кинофестиваль, Кинофестиваль Макса Офюльса, Международные кинофестивали  в Сан-Паулу и Лидсе, Международный кинофестиваль в Хофе и других.
Живёт и работает в Вене, Австрия. Занимается преподаванием и лекционной работой — проводит семинары, практикумы и лекции как в Австрии, так и за рубежом в различных университетах и институтах по вопросам кино, режиссуры и актерского мастерства.

## Творчество

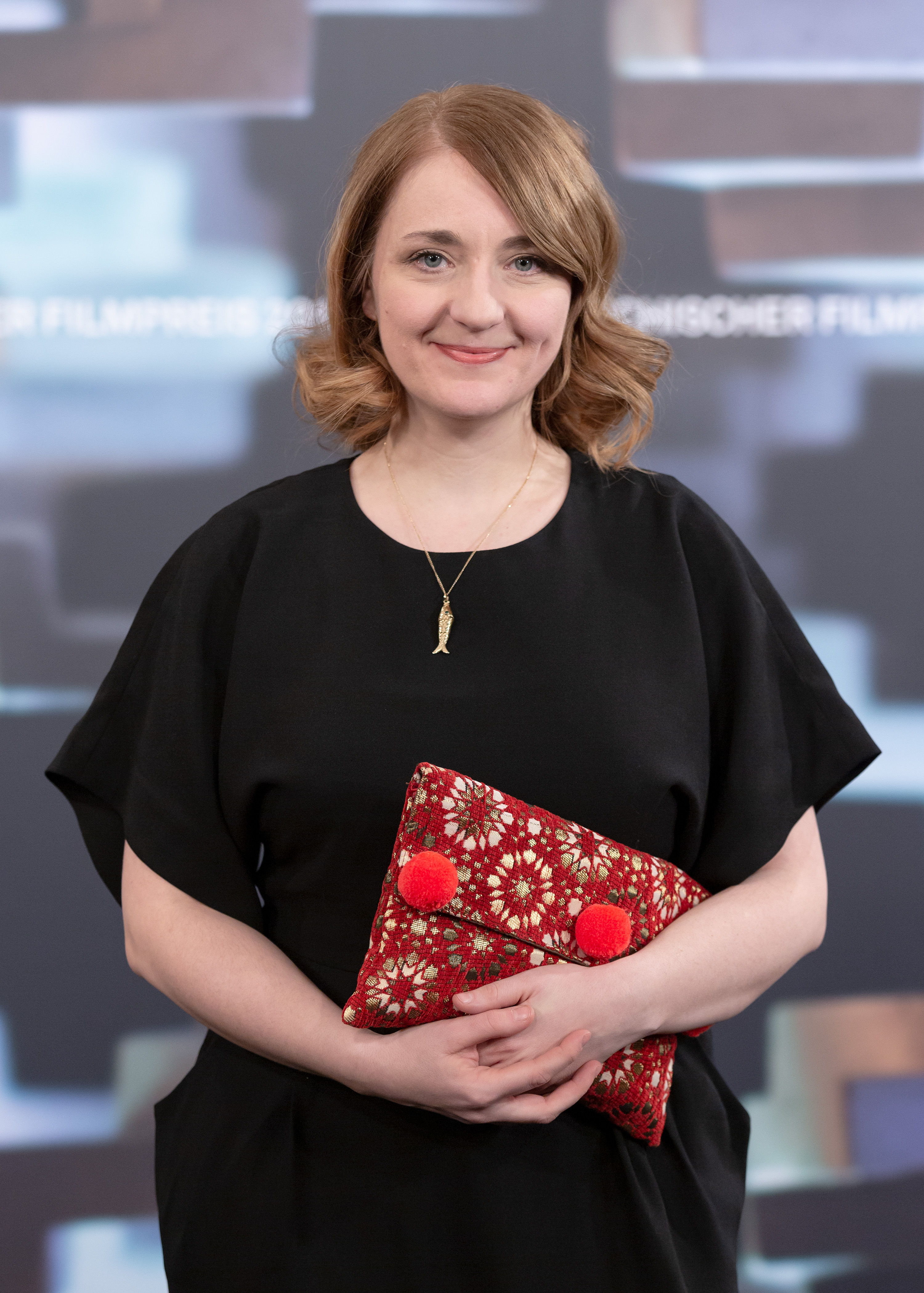
Нина Кустурица на церемонии награждения Австрийской кинопремии, 2019 год

У своём первом полнометражном фильме «Auswege» (2003) Нина Кустурица рассказала про трёх женщин, пострадавших от домашнего насилия. На Берлинском кинофестивале 2004 года фильм был награждён в номинации молодого кино.
В 2009 году её документальный фильм «Little Alien» получил многочисленные награды на нескольких международных кинофестивалях.
У 2018 году полнометражный художественный фильм «Ciao Chérie» был представлен на Международном кинофестивале в Хофе в номинации «Австрийское кино», а в январе 2019 года был удостоен за лучший монтаж Австрийской кинопремии.

### Избранная фильмография
- 1997 год — Speak Easy (короткометражный фильм)
- 1998 год — Ich bin der neue Star (документальный фильм)
- 1999 год — Wishes (короткометражный фильм)
- 1999 год — Lesen macht Tot (художественный фильм)
- 2000 год — Draga Ljiljana (документальный фильм)
- 2001 год — Der Freiheit (короткометражный фильм)
- 2002 год — Laut und deutlich (документальный фильм)
- 2003 год — Auswege (художественный фильм)
- 2004 год — 24 Wirklichkeiten in der Sekunde - Michael Haneke im Film (документальный фильм)
- 2005 год — Kotsch (художественный фильм)
- 2007 год — Auf dem Strich – Paul Flora im Film (документальный фильм)
- 2007 год — Vienna's Lost Daughters (документальный фильм)
- 2009 год — Little Alien (документальный фильм)
- 2013 год — Schlagerstar (документальный фильм)
- 2017 год — Ciao Chérie (художественный фильм)

### Театральные работы
- 2015 год — Pappà Leone
- 2018 год — Erschlagt die Armen!